# Dianema longibarbis
Dianema longibarbis es una especie de pez de la familia Callichthyidae en el orden de los Siluriformes.

## Morfología
• Los machos pueden llegar alcanzar los 8,2 cm de longitud total.

## Hábitat
Es un pez de agua dulce y de clima tropical (22 °C-26 °C).

## Distribución geográfica
Se encuentran en Sudamérica:  cuenca del río Amazonas.